# كفيشة (جفال)
كفيشة (بالفارسية: کفیشه) هي منطقة سكنية تقع في إيران في قسم جفال الريفي. يقدر عدد سكانها بـ 33 نسمة بحسب إحصاء 2016.